# Italia en la Eurocopa 1968
La Selección de fútbol de Italia fue una de las 4 selecciones participantes en la Eurocopa 1968, que se llevó a cabo entre el 5 de junio y el 10 de junio de 1968 en Italia.
Italia fue elegida anfitriona de la fase final. En semifinales empataron sin goles en los 120 minutos contra la Unión Soviética, para romper el empate y dilucidar el clasificado hubo que recurrir al lanzamiento de una moneda, la suerte estuvo del lado de los transalpinos que acabó logrando el pase a la final.
En la final y con la vuelta de su delantero Luigi Riva tras una fractura en la pierna, se enfrentaron contra Yugoslavia igualando por 1-1; la final se tuvo que repetirse 48 horas después. En la repetición los italianos doblegaron por 2-0 a los balcánicos y se adjudicaron de su primer título europeo.

## Clasificación

### Fase de grupos
| Equipo  | Pts | PJ | PG | PE | PP | GF | GC | Dif |
| ------- | --- | -- | -- | -- | -- | -- | -- | --- |
| Italia  | 11  | 6  | 5  | 1  | 0  | 17 | 3  | 14  |
| Rumania | 6   | 6  | 3  | 0  | 3  | 18 | 14 | 4   |
| Suiza   | 5   | 6  | 2  | 1  | 3  | 17 | 13 | 4   |
| Chipre  | 2   | 6  | 1  | 0  | 5  | 3  | 25 | -25 |

### Cuartos de final

#### Bulgaria – Italia
| 6 de abril de 1968, 17:00 | Bulgaria                                        | 3:2 (1:0) | Italia                       | Estadio Nacional Vasil Levski, Sofía                                       |                                                                            |
|                           | Kotkov 11' (pen.) · Dermendjev 66' · Zhekov 73' |           | Penev 61' (a.g.) · Prati 83' | Asistencia: 65.000 espectadores Árbitro(s): Gerhard Schulenburg (Alemania) | Asistencia: 65.000 espectadores Árbitro(s): Gerhard Schulenburg (Alemania) |

| 20 de abril de 1968, 16:00 | Italia                     | 2:0 (1:0) | Bulgaria | Estadio San Paolo, Nápoles                                            |                                                                       |
|                            | Prati 14' · Domenghini 55' |           |          | Asistencia: 100.000 espectadores Árbitro(s): Gottfried Dienst (Suiza) | Asistencia: 100.000 espectadores Árbitro(s): Gottfried Dienst (Suiza) |

## Jugadores
| #  | Nombre               | Posición      | Edad | Club            |
| -- | -------------------- | ------------- | ---- | --------------- |
| 1  | Enrico Albertosi     | Portero       | 28   | ACF Fiorentina  |
| 2  | Pietro Anastasi      | Delantero     | 20   | Varese Calcio   |
| 3  | Angelo Anquilletti   | Defensa       | 25   | AC Milan        |
| 4  | Giancarlo Bercellino | Defensa       | 26   | Juventus FC     |
| 5  | Tarcisio Burgnich    | Defensa       | 29   | Inter de Milán  |
| 6  | Giacomo Bulgarelli   | Mediocampista | 27   | Bologna FC 1909 |
| 7  | Ernesto Castano      | Defensa       | 29   | Juventus FC     |
| 8  | Giancarlo De Sisti   | Mediocampista | 25   | ACF Fiorentina  |
| 9  | Angelo Domenghini    | Delantero     | 26   | Inter de Milán  |
| 10 | Giacinto Facchetti   | Defensa       | 25   | Inter de Milán  |
| 11 | Giorgio Ferrini      | Mediocampista | 28   | Torino FC       |
| 12 | Aristide Guarneri    | Defensa       | 30   | Bologna FC 1909 |
| 13 | Antonio Juliano      | Mediocampista | 25   | SSC Napoli      |
| 14 | Giovanni Lodetti     | Mediocampista | 25   | AC Milan        |
| 15 | Sandro Mazzola       | Delantero     | 25   | Inter de Milán  |
| 16 | Pierino Prati        | Delantero     | 21   | AC Milan        |
| 17 | Gigi Riva            | Delantero     | 23   | Cagliari Calcio |
| 18 | Gianni Rivera        | Mediocampista | 24   | AC Milan        |
| 19 | Roberto Rosato       | Defensa       | 24   | AC Milan        |
| 20 | Sandro Salvadore     | Defensa       | 28   | Juventus FC     |
| 21 | Lido Vieri           | Portero       | 28   | Torino FC       |
| 22 | Dino Zoff            | Portero       | 26   | SSC Napoli      |
| DT | Ferruccio Valcareggi |               |      |                 |

## Participación

### Semifinales
| 5 de junio de 1968, 18:00                 | Italia | 0:0 (t. s.) | Unión Soviética | Stadio San Paolo, Nápoles                                    |                                                              |
|                                           |        | Reporte     |                 | Asistencia: 68 600 espectadores Árbitro(s): Kurt Tschenscher | Asistencia: 68 600 espectadores Árbitro(s): Kurt Tschenscher |
| Italia ganó por el lanzamiento de moneda. |        |             |                 |                                                              |                                                              |

### Final
| 8 de junio de 1968, 21:15 | Italia         | 1:1 (1:1, 1:0) (t. s.)(0:0 t. s.) | Yugoslavia | Stadio Olimpico, Roma                                        |                                                              |
|                           | Domenghini 80' | Reporte                           | Džajić 39' | Asistencia: 68 817 espectadores Árbitro(s): Gottfried Dienst | Asistencia: 68 817 espectadores Árbitro(s): Gottfried Dienst |

#### Partido de desempate
| 10 de junio de 1968, 21:15 | Italia                  | 2:0 (2:0) | Yugoslavia | Stadio Olimpico, Roma                                                    |                                                                          |
|                            | Riva 12' · Anastasi 31' | Reporte   |            | Asistencia: 32 886 espectadores Árbitro(s): José María Ortiz de Mendíbil | Asistencia: 32 886 espectadores Árbitro(s): José María Ortiz de Mendíbil |

| Bandera de Italia |
| Campeón Italia    |
| Primer título     |

## Estadísticas

### Posiciones

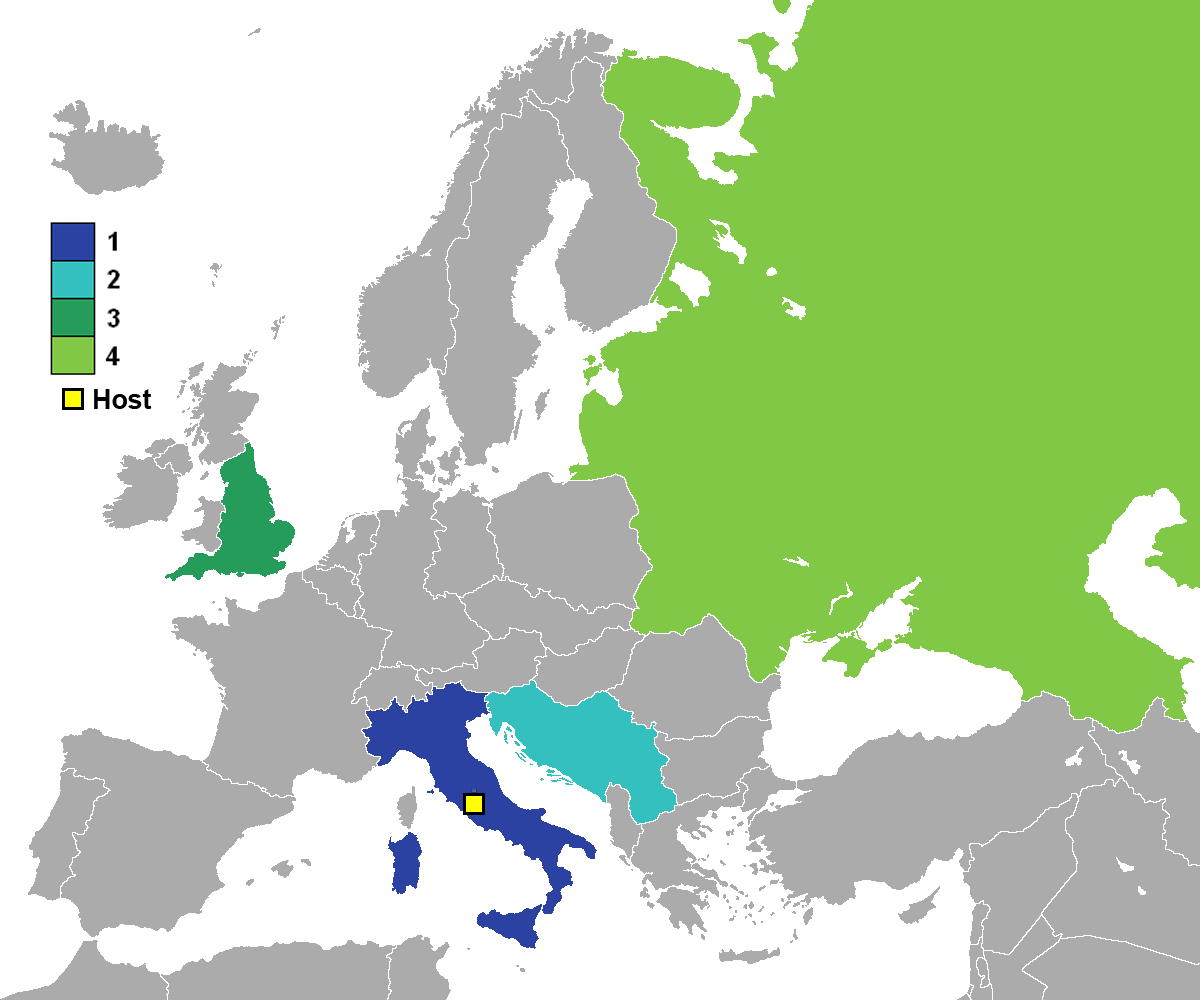
Mapa según los resultados de la Euro 1968.

#### Clasificación general
| Equipo | Equipo          | Pts | PJ | PG | PE | PP | GF | GC | Dif | Rend   |
| ------ | --------------- | --- | -- | -- | -- | -- | -- | -- | --- | ------ |
| 1      | Italia          | 4   | 3  | 1  | 2  | 0  | 3  | 1  | 2   | 83.33% |
| 2      | Yugoslavia      | 3   | 3  | 1  | 1  | 1  | 2  | 3  | −1  | 50%    |
| 3      | Inglaterra      | 2   | 2  | 1  | 0  | 1  | 2  | 1  | 1   | 50%    |
| 4      | Unión Soviética | 1   | 2  | 0  | 1  | 1  | 0  | 2  | −2  | 25%    |

### Goleadores
| Jugador           | Goles | PJ | Minuto |
| ----------------- | ----- | -- | ------ |
| Luigi Riva        | 1     | 1  | 90'    |
| Pietro Anastasi   | 1     | 2  | 210'   |
| Angelo Domenghini | 1     | 3  | 330'   |